# Dyscinetus laevipunctatus
Dyscinetus laevipunctatus är en skalbaggsart som beskrevs av Bates 1888. Dyscinetus laevipunctatus ingår i släktet Dyscinetus och familjen Dynastidae. Inga underarter finns listade i Catalogue of Life.